# ایستگاه مترو زلیچین
ایستگاه مترو زلیچین (انگلیسی: Zličín) پایانه خط بی در شبکه متروی شهر پراگ، پایتخت جمهوری چک، است. مسافران از ایستگاه زلیچین می‌توانند پیاده خود را به مرکز خرید متروپولیس برسانند که در سال ۲۰۰۴ میلادی ساخته شده است.